# Comitatul Arad
Comitatul Arad, cunoscut și ca Varmeghia Aradului (în maghiară Arad vármegye, în germană Komitat Arad, în latină Comitatus Aradiensis sau Comitatus Orodiensis), a fost o unitate administrativă a Regatului Ungariei din secolul XI și până în 1920. Capitala comitatului a fost orașul Arad.

## Geografie
Comitatul Arad se învecina la vest cu comitatele Bichiș (Békés) și Cenad (Csanád), la nord cu Comitatul Bihor (Bihar), la est cu comitatele Turda-Arieș (Torda-Aranyos) și Hunedoara (Hunyad), iar la sud cu comitatele Torontal (Torontál), Timiș (Temes) și Caraș-Severin (Krassó-Szörény).
Râul Mureș forma limita sa sudică. Râul Crișul Alb curgea pe teritoriul comitatului. Suprafața comitatului în 1910 era de 6.078 km², incluzând suprafețele de apă.

## Istorie
Comitatul Arad este unul dintre cele mai vechi comitate din Regatul Ungariei, el fiind atestat încă din secolul XI. În 1920, prin Tratatul de la Trianon, cea mai mare parte a teritoriului său a revenit României, cu excepția unei suprafețe mici aflate la sud de orașul Bichișciaba (Békéscsaba), care a devenit parte a noului comitat unguresc Cenad-Arad-Torontal. După cel de-al doilea război mondial, partea ungurească a fostului comitat Arad este inclusă în județul Bichiș (Békés) din Ungaria.
Restul comitatului este actualmente parte a județului Arad din România. Acest județ conține și părți din fostele comitate Timiș și Caraș-Severin.

## Demografie
În 1910, populația comitatului era de 414.388 locuitori, dintre care: 
- Români -- 239.755 (57,85%)
- Maghiari -- 124.215 (29,97%)
- Germani -- 38.695 (9,33%)
- Slovaci -- 5.451 (1,31%)
- Sârbi -- 2.138 (0,51%)

## Subdiviziuni
La începutul secolului 20, subdiviziunile comitatului Arad erau următoarele:
| Districte (járás)                            | Districte (járás)                                        |
| District                                     | Capitală                                                 |
| -------------------------------------------- | -------------------------------------------------------- |
| Arad                                         | Arad                                                     |
| Borosjenő                                    | Borosjenő --- Boroșineu, azi Ineu                        |
| Borossebes                                   | Borossebes --- Sebiș                                     |
| Elek                                         | Elek                                                     |
| Kisjenő                                      | Kisjenő --- Ineu Mic, azi parte a orașului Chișineu-Criș |
| Magyarpécska                                 | Magyarpécska --- Pecica                                  |
| Máriaradna                                   | Máriaradna --- Radna                                     |
| Nagyhalmágy                                  | Nagyhalmágy --- Hălmagiu                                 |
| Tornova                                      | Tornova --- Târnova                                      |
| Világos                                      | Világos --- Șiria                                        |
| Comitate urbane (törvényhatósági jogú város) |                                                          |
| Arad                                         |                                                          |

Elek este actualmente în Ungaria; celelalte orașe menționate se află în România.